# Wagner Domingos
Wagner José Alberto Carvalho Domingos (* 26. März 1983 in Recife) ist ein brasilianischer Leichtathlet, der sich auf den Hammerwurf spezialisiert hat.

## Sportliche Laufbahn
Erste internationale Erfahrungen sammelte Wagner Domingos im Jahr 2000, als er bei den Jugendsüdamerikameisterschaften in Bogotá mit einer Weite von 58,39 m den vierten Platz mit dem 5-kg-Hammer belegte. Im Jahr darauf erreichte er bei den Juniorensüdamerikameisterschaften in Santa Fe mit 50,14 m Rang fünf und 2002 gewann er bei den Juniorensüdamerikameisterschaften, die im Zuge der Südamerikaspiele in Belém ausgetragen wurde, mit einem Wurf auf 65,15 m die Bronzemedaille. 2004 sicherte er sich bei den erstmals ausgetragenen U23-Südamerikameisterschaften in Barquisimeto mit 63,86 m die Silbermedaille hinter dem Chilenen Roberto Sáez und im Jahr darauf gewann er bei den Südamerikameisterschaften in Cali mit 67,33 m die Silbermedaille hinter dem Argentinier Juan Ignacio Cerra. 2006 gewann er dann bei den Ibero-Amerikanischen Meisterschaften in Ponce mit 66,06 m die Bronzemedaille hinter dem Argentinier Cerra und Dário Manso aus Portugal und anschließend sicherte er sich auch bei den Südamerikameisterschaften in Tunja mit 67,27 m die Bronzemedaille hinter Cerra und dem Chilenen Patricio Palma.
2007 gewann er bei den Südamerikameisterschaften in São Paulo mit 65,15 m erneut die Bronzemedaille hinter Cerra und Palma und startete anschließend bei den Panamerikanischen Spielen in Rio de Janeiro, bei denen er mit 65,27 m den siebten Platz. Im Jahr darauf belegte er bei den Ibero-Amerikanischen Meisterschaften in Iquique mit 66,24 m den fünften Platz und 2009 erreichte er bei den Südamerikameisterschaften in Lima mit 67,10 m Rang vier. 2010 gewann er dann bei den Ibero-Amerikanischen Meisterschaften in San Fernando mit 70,95 m die Bronzemedaille hinter dem Kubaner Roberto Janet und Juan Ignacio Cerra aus Argentinien. Im Jahr darauf sicherte er sich bei den Südamerikameisterschaften in Buenos Aires mit einem Wurf auf 70,65 m die Silbermedaille hinter Cerra und anschließend wurde er bei den Panamerikanischen Spielen in Guadalajara mit 70,16 m Vierter. 2012 gewann er bei den Ibero-Amerikanischen Meisterschaften in Barquisimeto mit 71,91 m die Silbermedaille hinter dem Kubaner Roberto Janet.
2013 siegte er dann bei den Südamerikameisterschaften in Cartagena mit einer Weite von 71,36 m. Im Jahr darauf nahm er erneut an den Südamerikaspielen in Santiago de Chile teil und gewann dort mit 70,62 m die Goldmedaille. Anfang August siegte er dann auch bei den Ibero-Amerikanischen Meisterschaften in São Paulo mit 74,12 m und gewann beim Panamerikanischen Sportfestival in Mexiko-Stadt mit 73,77 m die Bronzemedaille. 2015 verteidigte er bei den Südamerikameisterschaften in Lima mit 71,47 m seinen Titel und wurde anschließend bei den Panamerikanischen Spielen in Toronto mit 73,74 m Vierter. Daraufhin startete er erstmals bei den Weltmeisterschaften in Peking, verpasste dort aber mit 71,82 m den Finaleinzug. Im Jahr darauf siegte er bei den Ibero-Amerikanischen Meisterschaften in Rio de Janeiro mit einem Wurf auf 72,18 m und nahm anschließend an den Olympischen Spielen ebendort teil und belegte dort mit 72,28 m im Finale den zwölften Platz.
2017 gewann er bei den Südamerikameisterschaften in Luque mit 73,79 m seinen dritten Titel in Folge und schied anschließend bei den Weltmeisterschaften in London mit 71,69 m den Finaleinzug. Im Jahr darauf sicherte er sich bei den Südamerikaspielen in Cochabamba mit 72,53 m die Bronzemedaille hinter dem Argentinier Joaquín Gómez und Humberto Mansilla aus Chile. 2019 klassierte er sich bei den Südamerikameisterschaften in Lima mit 69,85 m auf dem fünften Platz und wurde anschließend bei den Militärweltspielen in Wuhan mit 64,04 m Achter.
In den Jahren von 2005 bis 2009 sowie von 2012 bis 2014 und 2017 und 2018 wurde Domingos brasilianischer Meister im Hammerwurf.

## Persönliches
Wagner Domingos ist seit 2012 mit der brasilianischen Speerwerferin Laila Ferrer de Silva verheiratet.